# František Šemík
František Šemík (24. září 1917 Praha – 16. června 2015 Železný Brod) byl český katolický kněz a politický vězeň komunistického režimu v Československu.

## Život
V Praze, kde se narodil, prožil dětství i se svým bratrem. Vychovávala jej matka, protože otec jako válečný invalida z I. světové války brzy zemřel. Středoškolská studia absolvoval v Mladé Boleslavi. Poté vystudoval teologii a 6. června 1943 byl v Litoměřicích biskupem Weberem vysvěcen na kněze. Po vysvěcení působil v Litoměřicích až do konce II. světové války, kde byl kaplanem. Zde navrhl po vysídlení německého obyvatelstva název Vikárka, podobně jako je tomu na pražském hradě, pro restauraci na litoměřickém dómském pahorku, který tehdejší národní správce akceptoval a tento název tomuto pohostinskému zařízení zůstal již trvale. Poté působil v České Kamenici a je uváděn v roce 1948 v diecézních katalozích jako kaplan. Působil zároveň i v Jetřichovicích, Kerharticích, Markvarticích a Srbské Kamenici. Před zatčením v roce 1952 byl administrátorem v Benešově nad Ploučnicí. Spolupracoval se sekretářem kardinála Štěpána Trochty salesiánem Františkem Krutílkem. Následně byl v Benešově zatčen a ve vykonstruovaném procesu v kauze Krutílek a spol. byl za „velezradu”, „špionáž” či napomáhání k „trestným činům” pražským Krajským soudem 20. března 1953 odsouzen na 5 let nepodmíněně.
Trest Šemík vykonával v uranových dolech. Po propuštění z výkonu trestu v 60. letech 20. století krátce nastoupil jako duchovní správce do Smržovky, odkud však po změněné situaci, kdy socialistická společnost nepřijímala jeho kněžskou službu, po krizi v oblasti víry, z této služby odešel. Vystudoval stavební školu a začal působit v civilní profesi ve stavebnictví. V této době se oženil, ale po několika letech společného života ovdověl. Mezitím se stal uznávaným stavebním odborníkem a znalcem v tomto odvětví. Znovu se oženil a se svou druhou ženou Růženou, která měla děti z předchozího období, žil více než třicet let a spoluvychovával její děti. V tomto období se v 70. letech 20. století vrátil ke katolické víře a připojil se k Schoenstattskému hnutí.
Po konci komunistické totality se zapojil do veřejného dění a angažoval se jako člen klubu politických vězňů. Byl rehabilitován a dočkal se veřejného uznání. Jako odborník v oblasti filozofie a teologie také soukromě vyučoval. K vydání připravil své básně, ale tuto činnost již nestačil dokončit. I v závěru života, ve věku 97 let, dokázal aktivně používat počítač a s řadou osobností vedl internetovou komunikaci s myšlenkovým potenciálem, který by odpovídal věku o desítky let nižšímu. V této činnosti byly patrné jeho znalosti a přehled o veřejném dění. Po smrti své druhé ženy také začal usilovat o eventuální návrat ke kněžské službě, ale proces nebyl dokončen. Svátosti církve přijal naposled 7. června 2015. V závěru života, jako vdovec, pobýval v Železném Brodě na Jiráskově nábřeží, kde také zemřel v důsledku celkového selhání organismu. Poslední rozloučení s ním, pod vedením železnobrodského duchovního správce Jana Juchy, proběhlo 24. června 2015 v Železném Brodě.